# Jon Rauch
Jon Erich Rauch, född den 27 september 1978 i Louisville i Kentucky, är en amerikansk före detta professionell basebollspelare som spelade elva säsonger i Major League Baseball (MLB) 2002 och 2004–2013. Rauch var högerhänt pitcher.
Rauch tog guld för USA vid olympiska sommarspelen 2000 i Sydney.
Rauch är 211 centimeter (6 fot och 11 tum) lång och ansågs vid sin debut vara den längsta spelaren i MLB:s historia. Hans rekordlängd tangerades 2022 av Sean Hjelle.

## Karriär

### Major League Baseball
Rauch debuterade i MLB 2002 för Chicago White Sox, men året efter spelade han bara i en farmarklubb. 2004 var han tillbaka i White Sox, men byttes mitt under säsongen bort till Montreal Expos. Han blev kvar i den klubben, som 2005 flyttades och bytte namn till Washington Nationals, till mitt under 2008 års säsong, då han byttes bort till Arizona Diamondbacks. I slutet av 2009 byttes han bort till Minnesota Twins, där han blev kvar även följande säsong. 2011 spelade han för Toronto Blue Jays och 2012 för New York Mets.
I februari 2013 skrev Rauch på ett ettårskontrakt med Miami Marlins, som dock släppte honom redan i maj. I stället skrev Rauch på ett minor league-kontrakt med Baltimore Orioles, men där fick han bara spela för Orioles högsta farmarklubb Norfolk Tides.
I januari 2014 skrev Rauch på ett minor league-kontrakt med Kansas City Royals och bjöds in till klubbens försäsongsträning. Han släpptes dock av klubben just som grundserien skulle börja. Rauch spelade aldrig någon mer match som proffs.

### Internationellt
Rauch tog guld för USA vid olympiska sommarspelen 2000 i Sydney. Han deltog i två matcher i gruppspelet, mot Sydafrika och Kuba, varav han startade och vann den första. Totalt pitchade han elva inningar med en earned run average (ERA) på 0,82 och 21 strikeouts.